# Gösta Liljekvist
Per Gösta Valdemar Liljekvist, född 23 juni 1908 i Vä församling i Kristianstads län, död 17 maj 1991 i Danderyds församling i Stockholms län, var en svensk mariningenjör.

## Biografi
Liljekvist avlade studentexamen vid Högre allmänna läroverket å Södermalm i Stockholm 1928 och civilingenjörsexamen vid avdelningen för skeppsbyggnad på Tekniska Högskolan i Stockholm 1932. Han var konstruktör vid Ingenjöravdelningen i Marinförvaltningen 1933–1937 och 1939–1941. Åren 1937–1938 var han verksam vid Kockums Mekaniska Verkstad. Han blev tillförordnad mariningenjör av andra graden i Mariningenjörkåren 1941, där han blev tillförordnad mariningenjör av första graden 1942, mariningenjör av första graden 1944, tillförordnad förste mariningenjör 1946 och förste mariningenjör 1947. Han tjänstgjorde 1942–1945 i sjökommenderingar och var chef för Ritkontoret vid Karlskrona örlogsvarv 1945–1948. Åren 1948–1968 tjänstgjorde han i Skeppsbyggnadsavdelningen vid Marinförvaltningen: som chef för Projektbyrån 1948–1962 och som chef för Fartygsplaneringen 1962–1968. Han utnämndes till marindirektör av andra graden 1950 och till marindirektör av första graden 1952 samt erhöll kommendörs tjänsteställning 1962. Liljekvist var chef för Skeppsbyggnadsavdelningen i Marinmaterielförvaltningen vid Försvarets materielverk 1968–1971, varpå han 1971 inträdde i Mariningenjörkårens reserv.
Gösta Liljekvist invaldes 1952 som ledamot av Kungliga Örlogsmannasällskapet och 1966 som ledamot av Kungliga Krigsvetenskapsakademien. Han är gravsatt på Danderyds kyrkogård.

### Utmärkelser
- Riddare av första klassen av Vasaorden, 1951.[16]